# Steve Holland
Steve Holland (Inglaterra, 30 de abril de 1970) es un ex futbolista y entrenador inglés.

## Trayectoria
Su primer y único club que dirigió como entrenador fue el Crewe Alexandra, en 2007. Luego, pasó a dirigir las formativas del Chelsea FC Reserves. En 2011, con André Villas-Boas como director técnico del Chelsea, Holland comenzó a formar parte del cuerpo técnico del club. A lo largo de su estadía en el conjunto blue ha sido asistente técnico de Roberto Di Matteo, Guus Hiddink, Rafael Benítez, José Mourinho y Antonio Conte. Al terminar la temporada 2016-17 renuncia al club londinense
A su vez, desde 2013 al año 2017, fue asistente técnico de Gareth Southgate en la selección Sub-21 de Inglaterra. Cuándo a éste lo designaron entrenador de la selección mayor en 2016, nombró a Steve Holland cómo su ayudante.
En diciembre de 2024 fue nombrado nuevo entrenador del Yokohama F. Marinos para la temporada 2025. Holland fue despedido el 18 de abril de 2025 luego de quedar en la decimonovena posición de la J1 League tras once partidos.

## Clubes

### Como entrenador
| Club                                       | País       | Año       |
| ------------------------------------------ | ---------- | --------- |
| Crewe Alexandra                            | Inglaterra | 2007-2008 |
| Chelsea FC Reserves                        | Inglaterra | 2009-2011 |
| Chelsea (asistente)                        | Inglaterra | 2011-2017 |
| Selección Sub-21 de Inglaterra (asistente) | Inglaterra | 2013-2017 |
| Selección de Inglaterra (asistente)        | Inglaterra | 2016-2024 |
| Yokohama F. Marinos                        | Japón      | 2025      |